# アーダルベルト・シュティフター・ギムナジウム

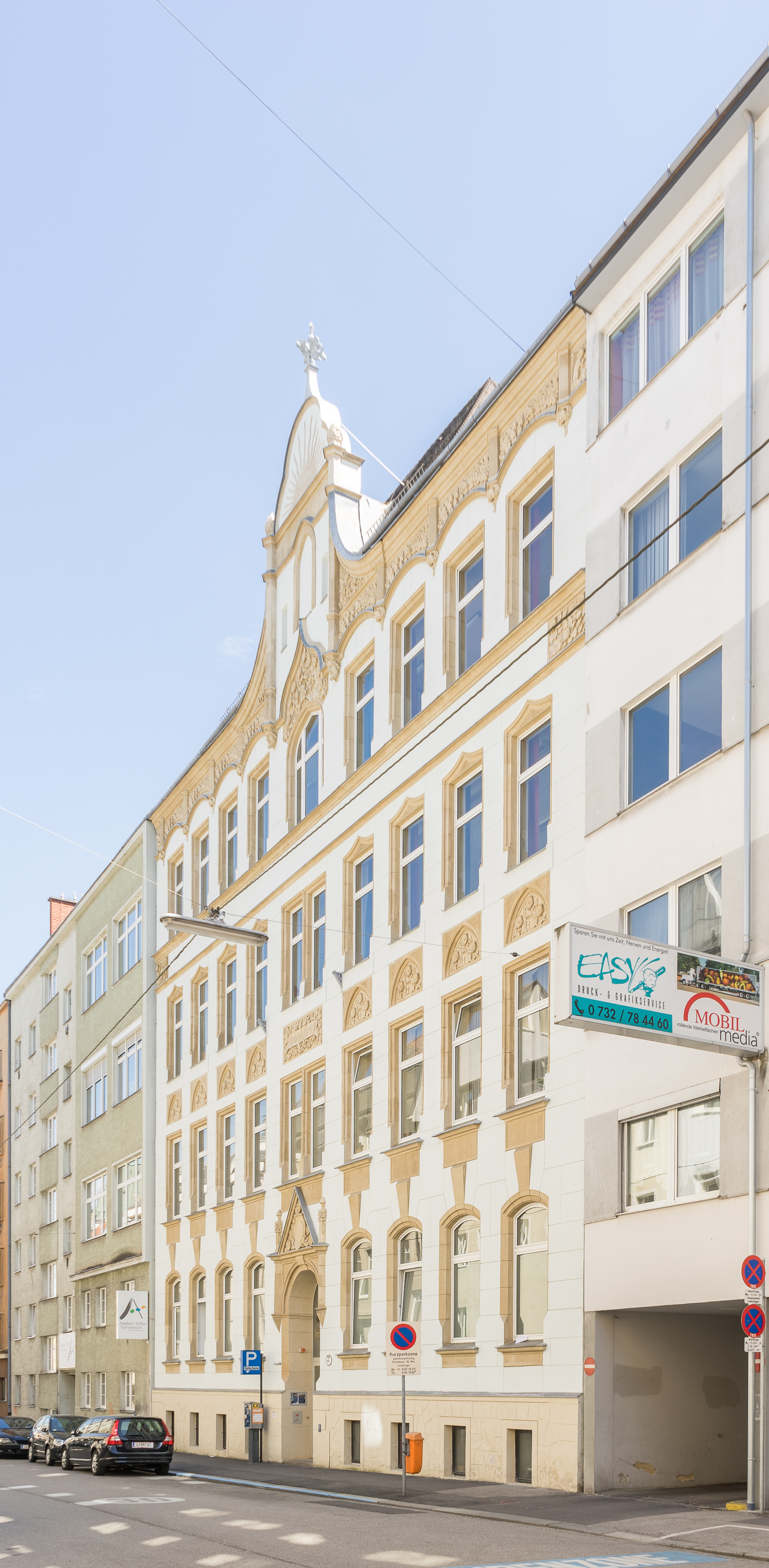
校舎の様子

アーダルベルト・シュティフター・ギムナジウム（ドイツ語：Adalbert-Stifter-Gymnasium）はオーストリア、オーバーエスターライヒ州リンツ市にある上級実科ギムナジウムである。校名はリンツ市出身の小説家アーダルベルト・シュティフターにちなんで名付けられた。日本では、リンツ音楽高校と呼ばれることもある。

## 校舎
当ギムナジウムの校舎は、1904年から1905年の間に、カトリック学校協会の教員養成施設のために、オーバーエスターライヒ建設会社（ドイツ語版）によって建設されたものであった。現在はギムナジウム校舎として利用されており、リンツ市の文化財保護建造物に登録されている。
校舎基礎はチョークで建てられており、地下階を含み5階構造となっている。ゴシック・リヴァイヴァル建築の様式が取り入れられ、アーチ形の切妻壁が特徴となっている。地下階床のタイル張りは落成当時の状態で保存されている。

## 教育
当ギムナジウムでは、自然科学、音楽、美術専攻の3つが存在する。
自然科学専攻は通常のカリキュラムに加えて、生物学、環境学、物理学、化学などを履修することが可能である。
音楽専攻は3つのクラスに分かれていて、Aクラスは選択科目やワークショップなどが充実しており、自由度の高い教育を受けることができる。Cクラスは音楽教育に特化されており、器楽の他に合唱などを中心的に学習する。Mクラスはプロの音楽家を目指す生徒に対して、特に音楽関連授業を専門的に展開する特進クラスである。
美術専攻は絵画や手工芸など、様々な芸術科目が展開されている。

## 他教育機関との連携
当ギムナジウムは校内で音楽実技分野を指導していない。音楽実技分野の授業を希望する生徒は、提携大学であるアントン・ブルックナー私立大学で試験を受け合格しなければならない。
また、2016年より当ギムナジウムと日本の国立音楽大学附属高等学校との間に留学提携がある。